# Monogatari (serie)
Monogatari (物語?) es una serie de novelas ligeras japonesas escritas por Nishio Ishin e ilustradas por Vofan. La trama se centra en Koyomi Araragi, un estudiante de tercer año de secundaria que sobrevive al ataque de una vampira y se encuentra ayudando a chicas involucradas con una variedad de apariciones, fantasmas, bestias, espíritus y otros fenómenos sobrenaturales, que a menudo sirven como sustitutos de sus emociones y problemas mentales. Desde noviembre de 2006, Kōdansha ha publicado 29 volúmenes de la serie bajo su sello Kodansha Box.Todos los arcos argumentales de la serie comparten el sufijo de título común  (物語 -monogatari?).
Shaft ha animado la serie Monogatari en varias ocasiones desde 2009. La primera temporada de la adaptación al anime consta de 30 episodios, que se emitieron en Japón entre julio de 2009 y diciembre de 2012. La segunda temporada consta de 28 episodios emitidos entre julio y diciembre de 2013, y la "temporada final" consta de 42 episodios emitidos entre diciembre de 2014 y junio de 2019. Una trilogía de películas de anime precuela, Kizumonogatari, se lanzó en 2016 y 2017. Una adaptación al anime de las novelas Off Season y Monster Season se estrenó el 6 de julio de 2024. Una adaptación a manga, ilustrada por Oh! Great y titulada Bakemonogatari, se serializó en la revista Weekly Shōnen Magazine de Kōdansha desde marzo de 2018 hasta marzo de 2023.

## Sinopsis

### Escenario
La mayoría de las heroínas tienen un objeto que simboliza a sus espectros, como la grapadora de Hitagi (la garra de un cangrejo), la mochila de Mayoi (el caparazón de un caracol), el brazo de Suruga (el brazo de un mono), el sombrero y la chaqueta de Nadeko (la cabeza y la piel de una serpiente) y el chándal negro y amarillo de Karen (los colores de una abeja). Aunque incorpora elementos de fantasía, terror y acción, la serie se centra principalmente en las relaciones y conversaciones entre sus personajes, que hacen un uso intensivo del juego de palabras y el metahumor característicos de Nishio Ishin.

### Premisa
La serie Monogatari gira en torno a Koyomi Araragi, un estudiante de tercer año de secundaria que casi ha restaurado su humanidad luego de convertirse brevemente en vampiro durante las vacaciones de primavera. Un día, una compañera de clase suya, la solitaria Hitagi Senjōgahara, cae por un tramo de escaleras en la escuela y cae en los brazos de Koyomi. Para su sorpresa, descubre que Hitagi no pesa casi nada, desafiando la física. A pesar de haber sido amenazado para mantenerse alejado, Koyomi le ofrece su ayuda y le presenta a Meme Oshino, un extraño hombre de mediana edad que vive en una escuela preparatoria abandonada y que ayudó a revertir su vampirismo. Una vez que Koyomi ayuda a resolver el problema de Hitagi, ella decide convertirse en su novia.
A medida que avanza la serie, Koyomi se ve involucrado con otras chicas afectadas por "rarezas" (怪異 kaii?, tdl. "rareza"): una niña llamada Mayoi Hachikuji; Suruga Kanbaru, una estudiante de último año; Nadeko Sengoku, una amiga de sus hermanas; su compañera de clase Tsubasa Hanekawa; y sus propias hermanas menores Karen y Tsukihi. Para lidiar con las apariciones, que se alimentan de emociones humanas y a menudo toman formas representadas simbólicamente por animales, Koyomi confía en la guía sobrenatural de Oshino y, más tarde, de Shinobu, la vampira rubia una vez poderosa que lo atacó y luego asumió la apariencia de una niña de ocho años.

## Producción
Como el trabajo anterior de Nishio Ishin, la serie Zaregoto, había sido aceptado como novela ligera, decidió escribir el primer cuento de Monogatari, "Cangrejo Hitagi", con un enfoque más formal en mente.: 43  No fue una simple transición de las novelas ligeras a la literatura formal, sino más bien un experimento para ver si podía escribir una novela ligera sin ilustraciones.: 43  Sin embargo, en la tercera historia de la serie, "Mono Suruga", se decidió que se incluirían ilustraciones en la publicación, y cambió su enfoque en consecuencia.: 43  Ha declarado que la atmósfera entre Kizumonogatari y Nisemonogatari difería debido a su conocimiento de que este último sería adaptado como anime.: 45 

## Contenido de la obra

### Novelas ligeras
La serie Monogatari fue escrita por primera vez por Nishio Ishin como una serie de historias cortas sin ilustraciones para la revista literaria Mephisto de Kōdansha. Las primeras tres historias fueron impresas en los números de septiembre de 2005, enero de 2006 y mayo de 2006 de la revista, respectivamente; luego fueron recopiladas en un volumen de novela ligera titulado Bakemonogatari (化物語?) el 2 de noviembre de 2006. En diciembre de 2006 se publicó un segundo volumen de Bakemonogatari, que contiene dos nuevos capítulos. mbos volúmenes se publicaron bajo el sello Kodansha Box y presentaron arte original del ilustrador taiwanés Vofan, quien ilustraría todos los lanzamientos posteriore.s
Una historia precuela de Bakemonogatari titulada "Koyomi Vamp" (こよみヴァンプ Koyomi Vuanpu?) fue publicado en la edición de febrero de 2008 de la revista Pandora. Más tarde se publicó como un volumen de novela ligera titulado Kizumonogatari (傷物語?) en mayo de 2008. El siguiente arco argumental, Nisemonogatari (偽物語?), se publicó en dos volúmenes en septiembre de 2008 y junio de 2009. El primer volumen de Nekomonogatari (猫物語?), subtitulado Kuro (黒?), se lanzó en julio de 2010 y consiste en una historia precuela de Bakemonogatari titulada "Tsubasa Family" (つばさファミリー Tsubasa Famirī?).
La segunda saga Monogatari, conocida como "Second Season", estrenada entre 2010 y 2011, profundiza más en la relación de Koyomi con cada una de las heroínas. El segundo volumen de Nekomonogatari, subtitulado Shiro (白?), fue lanzado en octubre de 2010. Le siguieron cinco arcos argumentales publicados en cinco volúmenes: Kabukimonogatari (傾物語?) en diciembre de 2010, Hanamonogatari (花物語?) en marzo de 2011, Otorimonogatari (囮物語?) en junio de 2011, Onimonogatari (鬼物語?) en septiembre de 2011, y Koimonogatari (恋物語?) en diciembre de 2011.
La tercera saga Monogatari, denominada como la "Final Season", estrenada entre 2012 y 2014, profundiza en la historia del personaje Ōgi Oshino, una supuesta pariente de Meme Oshino. Se compone de cuatro arcos argumentales publicados en seis volúmenes: Tsukimonogatari (憑物語?) en septiembre de 2012, una colección de 12 cuentos cortos titulada Koyomimonogatari (暦物語?) en mayo de 2013, tres volúmenes de Owarimonogatari (終物語?) en octubre de 2013, enero de 2014, y abril de 2014, y Zoku Owarimonogatari (続・終物語?) en septiembre de 2014.
La cuarta saga Monogatari, conocida como "Off Season", lanzada entre 2015 y 2017, contiene historias paralelas centradas en varios personajes. Se compone de cuatro arcos argumentales publicados en cuatro volúmenes: Orokamonogatari (愚物語?) en octubre de 2015, Wazamonogatari (業物語?) en enero de 2016, Nademonogatari (撫物語?) en julio de 2016, y Musubimonogatari (結物語?) en enero de 2017.
La quinta saga de Monogatari, conocida como "Monster Season", estrenada entre 2017 y 2021, sigue la vida de Koyomi como estudiante universitario. Se compone de seis arcos argumentales publicados en seis volúmenes: Shinobumonogatari (忍物語?) en julio de 2017, Yoimonogatari (宵物語?) en junio de 2018, Amarimonogatari ( 余物語?) en abril de 2019, Ōgimonogatari (扇物語?) en octubre de 2020, y dos volúmenes de Shinomonogatari (死物語?) en agosto de 2021.
La sexta saga Monogatari, conocida como "Family Season", que comenzó a lanzarse en 2023, sigue a Koyomi después de su matrimonio con Hitagi. Hasta el momento sólo se ha publicado un volumen: Ikusamonogatari (戦物語?) en mayo de 2023.  Tsugimonogatari (接物語?) es hasta ahora la única secuela anunciada de esta temporada, con su fecha de lanzamiento aún por anunciar.
En 2015, Vertical obtuvo la licencia de la serie de novelas para su lanzamiento en inglés. La empresa inició su línea de libros de bolsillo con Kizumonogatari el 15 de diciembre de 2015, y luego publicó las novelas de Bakemonogatari en tres volúmenes: el primero en diciembre de 2016, el segundo en febrero de 2017 y el tercero en abril de 2017. A partir de diciembre de 2020, se han traducido las novelas de la serie hasta Zoku Owarimonogatari.
La versión en audiolibro en inglés de Kizumonogatari fue lanzada el 25 de mayo de 2016 por Bang Zoom! Entertainment con narración de Keith Silverstein, Eric Kimerer y Cristina Vee. El audiolibro de Nekomonogatari (Shiro) se lanzó el 9 de abril de 2019, con narración realizada por Cristina Vee, Eric Kimerer y Erica Mendez. El audiolibro de los tres volúmenes de Bakemonogatari se lanzó el 24 de marzo de 2020, con narración realizada por Eric Kimerer, Cristina Vee, Erica Mendez y Keith Silverstein.
La versión en audiolibro japonesa de toda la serie comenzó a publicarse por Kōdansha a través de Audible el 17 de febrero de 2021. Cada novela cuenta con narración de los actores/actrices de voz de la adaptación al anime. Lanzó una novela cada mes hasta el 16 de junio de 2023, con el segundo volumen de Shinomonogatari.

#### Lista de volúmenes
| Volúmenes de novelas ligeras publicadas | Volúmenes de novelas ligeras publicadas | Volúmenes de novelas ligeras publicadas                                       | Volúmenes de novelas ligeras publicadas                                           |
| Número                                  | Título                                  | Fecha de lanzamiento                                                          | ISBN                                                                              |
| First Season                            | First Season                            | First Season                                                                  | First Season                                                                      |
| --------------------------------------- | --------------------------------------- | ----------------------------------------------------------------------------- | --------------------------------------------------------------------------------- |
| 1                                       | Bakemonogatari (Vol. 1)                 | 2 de noviembre de 2006                                                        | ISBN 978-4-06-283602-9                                                            |
| 2                                       | Bakemonogatari (Vol. 2)                 | 5 de diciembre de 2006                                                        | ISBN 978-4-06-283607-4                                                            |
| 3                                       | Kizumonogatari                          | 8 de mayo de 2008 (Edición normal) 23 de diciembre de 2015 (Edición especial) | ISBN 978-4-06-283663-0 (Edición normal) ISBN 978-4-06-219948-3 (Edición especial) |
| 4                                       | Nisemonogatari (Vol. 1)                 | 2 de septiembre de 2008                                                       | ISBN 978-4-06-283679-1                                                            |
| 5                                       | Nisemonogatari (Vol. 2)                 | 11 de junio de 2009                                                           | ISBN 978-4-06-283702-6                                                            |
| 6                                       | Nekomonogatari (Kuro)                   | 29 de julio de 2010                                                           | ISBN 978-4-06-283748-4                                                            |
| Second Season                           |                                         |                                                                               |                                                                                   |
| 7                                       | Nekomonogatari (Shiro)                  | 28 de octubre de 2010                                                         | ISBN 978-4-06-283758-3                                                            |
| 8                                       | Kabukimonogatari                        | 25 de diciembre de 2010                                                       | ISBN 978-4-06-283767-5                                                            |
| 9                                       | Hanamonogatari                          | 30 de marzo de 2011                                                           | ISBN 978-4-06-283771-2                                                            |
| 10                                      | Otorimonogatari                         | 29 de junio de 2011                                                           | ISBN 978-4-06-283776-7                                                            |
| 11                                      | Onimonogatari                           | 29 de septiembre de 2011                                                      | ISBN 978-4-06-283781-1                                                            |
| 12                                      | Koimonogatari                           | 21 de diciembre de 2011                                                       | ISBN 978-4-06-283792-7                                                            |
| Final Season                            |                                         |                                                                               |                                                                                   |
| 13                                      | Tsukimonogatari                         | 27 de septiembre de 2012                                                      | ISBN 978-4-06-283812-2                                                            |
| 14                                      | Koyomimonogatari                        | 21 de mayo de 2013                                                            | ISBN 978-4-06-283837-5                                                            |
| 15                                      | Owarimonogatari (Vol. 1)                | 22 de octubre de 2013                                                         | ISBN 978-4-06-283857-3                                                            |
| 16                                      | Owarimonogatari (Vol. 2)                | 30 de enero de 2014                                                           | ISBN 978-4-06-283861-0                                                            |
| 17                                      | Owarimonogatari (Vol. 3)                | 2 de abril de 2014                                                            | ISBN 978-4-06-283868-9                                                            |
| 18                                      | Zoku Owarimonogatari                    | 18 de septiembre de 2014                                                      | ISBN 978-4-06-283878-8                                                            |
| Off Season                              |                                         |                                                                               |                                                                                   |
| 19                                      | Orokamonogatari                         | 6 de octubre de 2015                                                          | ISBN 978-4-06-283889-4                                                            |
| 20                                      | Wazamonogatari                          | 14 de enero de 2016                                                           | ISBN 978-4-06-283892-4                                                            |
| 21                                      | Nademonogatari                          | 28 de julio de 2016                                                           | ISBN 978-4-06-283898-6                                                            |
| 22                                      | Musubimonogatari                        | 12 de enero de 2017                                                           | ISBN 978-4-06-283900-6                                                            |
| Monster Season                          |                                         |                                                                               |                                                                                   |
| 23                                      | Shinobumonogatari                       | 20 de julio de 2017                                                           | ISBN 978-4-06-283902-0                                                            |
| 24                                      | Yoimonogatari                           | 14 de junio de 2018                                                           | ISBN 978-4-06-511992-1                                                            |
| 25                                      | Amarimonogatari                         | 17 de abril de 2019                                                           | ISBN 978-4-06-515225-6                                                            |
| 26                                      | Ōgimonogatari                           | 28 de octubre de 2020                                                         | ISBN 978-4-06-521158-8                                                            |
| 27                                      | Shinomonogatari (Vol. 1)                | 19 de agosto de 2021                                                          | ISBN 978-4-06-524454-8                                                            |
| 28                                      | Shinomonogatari (Vol. 2)                | 19 de agosto de 2021                                                          | ISBN 978-4-06-524455-5                                                            |
| Family Season                           |                                         |                                                                               |                                                                                   |
| 29                                      | Ikusamonogatari                         | 17 de mayo de 2023                                                            | ISBN 978-4-06-531262-9                                                            |
| 30                                      | Tsugimonogatari                         | —                                                                             | —                                                                                 |

### Anime
En abril de 2008 se anunció una adaptación al anime de Bakemonogatari, y se emitió entre el 3 de julio y el 25 de septiembre de 2009 en Tokyo MX. La serie de 15 episodios fue animada por Shaft y dirigida por Akiyuki Shinbo y el director de la serie Tatsuya Oishi, con la composición de la serie por parte de Shinbo y el personal de Shaft bajo el seudónimo colectivo de Fuyashi Tō, diseños de personajes de Akio Watanabe basados en los conceptos originales de Vofan, y guiones editados por Yukito Kizawa y Muneo Nakamoto. La música de la serie fue compuesta por Satoru Kōsaki. Sólo los primeros 12 episodios fueron transmitidos por televisión; los tres episodios restantes se distribuyeron en el sitio web del anime entre el 3 de noviembre de 2009 y el 25 de junio de 2010. En la Sakura-Con 2012, Aniplex of America anunció que había adquirido Bakemonogatari para su lanzamiento en América del Norte. Los 15 episodios se lanzaron en Blu-ray con subtítulos en inglés el 20 de noviembre de 2012.
Una adaptación al anime de 11 episodios de Nisemonogatari se emitió del 8 de enero al 18 de marzo de 2012, producida por el mismo personal de Bakemonogatari, pero con Tomoyuki Itamura reemplazando a Tatsuya Oishi como director. Una adaptación a serie de televisión de anime de cuatro episodios de Nekomonogatari (Kuro) (猫物語(黒)?), se emitió consecutivamente el 31 de diciembre de 2012. Se lanzaron dos volúmenes recopilatorios en Blu-ray y DVD: el primero el 6 de marzo de 2013 y el segundo el 3 de abril de 2013. Una serie de televisión de anime de 26 episodios titulada Monogatari Series Second Season, que abarca cinco de las seis novelas desde Nekomonogatari (Shiro) (猫物語(白)?) hasta Koimonogatari, emitida entre el 7 de julio y el 29 de diciembre de 2013. Aniplex USA lanzó posteriormente el Blu-ray el 22 de abril y el 24 de junio de 2014. Kabukimonogatari y Onimonogatari contaron con Naoyuki Tatsuwa y Yūki Yase como directores de serie para esos respectivos arcos bajo Itamura y Shinbo. Cinco episodios de la segunda temporada de Monogatari, que adaptan el arco argumental de Hanamonogatari de las novelas, se retrasaron respecto de la transmisión original debido a problemas de producción y se emitieron como un maratón el 16 de agosto de 2014.
Una adaptación de cuatro episodios de la primera novela de la tercera serie, Tsukimonogatari, se emitió en un maratón el 31 de diciembre de 2014. Una serie de televisión de anime de 13 episodios que adapta dos novelas más de la tercera serie, titulada Owarimonogatari, se emitió entre el 3 de octubre y el 19 de diciembre de 2015. Se produjo una serie de tres películas que adaptaron la novela precuela Kizumonogatari, y la primera, Kizumonogatari 1: Tekketsu-hen, se estrenó el 8 de enero de 2016, la segunda película, Kizumonogatari 2: Nekketsu-hen, se estrenó el 19 de agosto de 2016, y la tercera y última película, Kizumonogatari 3: Reiketsu-hen, se estrenó el 6 de enero de 2017. Una serie de anime web que adapta Koyomimonogatari estuvo disponible para descargar en la App Store y Google Play desde el 9 de enero de 2016. Una serie de televisión de anime de siete episodios, una adaptación de la tercera novela de Owarimonogatari, se emitió el 12 y 13 de agosto de 2017. Una adaptación de Zoku Owarimonogatari se estrenó en los cines el 10 de noviembre de 2018 y como dos volúmenes Blu-ray y DVD el 27 de febrero de 2019 y el 27 de marzo de 2019. Se emitió en televisión como seis episodios entre el 18 de mayo y el 22 de junio de 2019.
En enero de 2024 se anunció una adaptación tanto de "Off Season" como de "Monster Season", con el director en jefe Shinbo, el diseñador de personajes Watanabe y el estudio Shaft regresando. Midori Yoshizawa está dirigiendo la serie. Se estrenó el 6 de julio de 2024 en Abema. Crunchyroll obtuvo la licencia de la serie fuera de Asia.
La adaptación al anime no sigue el orden de las novelas. Kizumonogatari estaba previsto que se estrenara en 2012 después de Bakemonogatari, pero debido a problemas de producción, se retrasó hasta 2016. Originalmente se planeó que Hanamonogatari fuera animada en su lugar original de las novelas, pero se pospuso para emitirse después de Monogatari Series Second Season. Sin embargo, en el paquete Blu-ray de Monogatari Series Second Season, Hanamonogatari aparece como el tercer arco. Koyomimonogatari en las novelas se lanzó antes de Owarimonogatari, pero en la adaptación al anime, se lanzó en la App Store y la aplicación Google Play después de Kizumonogatari I y Owarimonogatari.

### Música
Los diversos temas de apertura fueron escritos por Meg Rock y compuestos por Satoru Kōsaki y Mito, con las voces de los personajes principales. El tema de cierre de Bakemonogatari, «Kimi no Shiranai Monogatari» (君の知らない物語?), fue producido por Supercell y lanzado el 12 de agosto de 2009, interpretado por Nagi Yanagi, y alcanzó el puesto número 5 en las listas de sencillos de Oricon. El tema de cierre de Nisemonogatari es «Naisho no Hanashi» (ナイショの話?) interpretado por ClariS y escrito por Ryo de Supercell. El tema de cierre para Nekomonogatari (Kuro) es «Kieru Daydream» (消えるdaydream?), escrito por Saori Kodama, compuesto por Satoru Kōsaki e interpretado por Marina Kawano. Monogatari Series Second Season incluye cuatro temas de cierre: «Ai o Utae» (アイヲウタエ?), producido por Jin (Shizen no Teki-P) e interpretado por Luna Haruna para Nekomonogatari (Shiro) y Kabukimonogatari; «Sono Koe o Oboeteru» (その声を覚えてる?) interpretado por Kawano para Otorimonogatari y Onimonogatari; «snowdrop» interpretado por Haruna y Kawano para Koimonogatari; y  «Hanaato -Shirushi-» (花痕 -shirushi-?) interpretado por Kawano para Hanamonogatari. Para Monogatari Series Third and Final Season, se incluyeron cinco temas de cierre: «Border» interpretado por ClariS para Tsukimonogatari, «Sayonara no Yukue» (さよならのゆくえ?) interpretado por Alisa Takigawa para la primera temporada de Owarimonogatari, «whiz» interpretado por TrySail para Koyomimonogatari, «Shiori» interpretado por ClariS para la segunda temporada de Owarimonogatari, y «azure» interpretado por TrySail para Zoku Owarimonogatari. El tema de cierre para Monogatari Series Off & Monster Season es «Undead» interpretado por Yoasobi.

#### Utamonogatari
La colección de temas musicales,  (歌物語 Utamonogatari?), lanzada el 6 de enero de 2016, ocupó el puesto número 1 en la lista de álbumes semanales de Oricon en ese momento vendiendo más de 66.000 copias. Fue la quinta colección de temas de anime en encabezar la lista de álbumes semanales de Oricon desde el album Mejor álbum One Piece Memorial Best de 2010. También vendió más de 100.000 copias y fue certificado como Disco de Oro por la Japan Record Association. El disco 1 presenta los temas de apertura y de cierre de Monogatari First Season: Bakemonogatari, Nisemonogatari, y Nekomonogatari (Kuro). El disco 2 presenta los temas de apertura y cierre de Monogatari Second Season: Nekomonogatari (Shiro), Kabukimonogatari, Hanamonogatari, Otorimonogatari, Onimonogatari, y Koimonogatari.

| Disco 1 |                                                  |                  |          |  |
| N.º     | Título                                           | Voz              | Duración |  |
| 1.      | «staple stable»                                  | Chiwa Saitō      | 4:33     |  |
| 2.      | «Kaerimichi»                                     | Emiri Katō       | 4:04     |  |
| 3.      | «Ambivalent World»                               | Miyuki Sawashiro | 4:15     |  |
| 4.      | «Ren'ai Circulation» (恋愛サーキュレーション)    | Kana Hanazawa    | 4:12     |  |
| 5.      | «Sugar Sweet Nightmare»                          | Yui Horie        | 4:27     |  |
| 6.      | «Kimi no Shiranai Monogatari» (君の知らない物語) | Nagi Yanagi      | 5:40     |  |
| 7.      | «Futakotome» (二言目)                            | Chiwa Saitō      | 4:23     |  |
| 8.      | «Marshmallow Justice»                            | Eri Kitamura     | 4:13     |  |
| 9.      | «Platinum Disco» (白金ディスコ)                  | Yuka Iguchi      | 4:14     |  |
| 10.     | «Naisho no Hanashi» (ナイショの話)               | ClariS           | 4:19     |  |
| 11.     | «perfect slumbers»                               | Yui Horie        | 4:26     |  |
| 12.     | «Kieru daydream» (消えるdaydream)                | Marina Kawano    | 4:38     |  |

| Disco 2 |                                                |                                |          |  |
| N.º     | Título                                         | Voz                            | Duración |  |
| 1.      | «chocolate insomnia»                           | Yui Horie                      | 4:36     |  |
| 2.      | «happy bite»                                   | Emiri Katō                     | 4:09     |  |
| 3.      | «Ai o Utae» (アイヲウタエ)                     | Luna Haruna                    | 4:09     |  |
| 4.      | «the last day of my adolescence»               | Miyuki Sawashiro               | 4:22     |  |
| 5.      | «Hana Ato -shirushi-» (花痕 -shirushi-)        | Marina Kawano                  | 4:30     |  |
| 6.      | «Mōsō♡Express» (もうそう♡えくすぷれす)         | Kana Hanazawa                  | 4:21     |  |
| 7.      | «White Lies»                                   |                                | 3:23     |  |
| 8.      | «Sono Koe o Oboeteru» (その声を覚えてる)       | Marina Kawano                  | 4:06     |  |
| 9.      | «fast love»                                    | Chiwa Saitō                    | 4:35     |  |
| 10.     | «Kogarashi Sentiment» (木枯らしセンティメント) | Chiwa Saitō y Shin-ichiro Miki | 4:35     |  |
| 11.     | «snowdrop»                                     | Luna Haruna × Marina Kawano    | 5:09     |  |

#### Utamonogatari 2
La segunda colección de temas musicales,  (歌物語2 Utamonogatari 2?), lanzada el 10 de mayo de 2019, vendió más de 16.000 copias en su primera semana y ocupó el puesto número 1 en la lista de álbumes semanales de Oricon. Cuenta con los temas de apertura y final de Monogatari Final Season: Tsukimonogatari, Owarimonogatari I y II, y Zoku Owarimonogatari. También incluye el tema de cierre de Koyomimonogatari, los dos temas de cierre de la trilogía de Kizumonogatari y el tema de apertura del juego móvil PucPuc.

| Disco 1 |                                        |                      |          |  |
| N.º     | Título                                 | Voz                  | Duración |  |
| 1.      | «Orange Mint» (オレンジミント)         | Saori Hayami         | 4:34     |  |
| 2.      | «border»                               | ClariS               | 4:26     |  |
| 3.      | «decent black»                         | Kaori Mizuhashi      | 4:39     |  |
| 4.      | «mathemagics»                          | Marina Inoue         | 4:04     |  |
| 5.      | «Yūdachi Hōteishiki» (夕立方程式)      | Marina Inoue         | 4:41     |  |
| 6.      | «mein schatz»                          |                      | 4:04     |  |
| 7.      | «Sayonara no Yukue» (さよならのゆくえ) | Alisa Takigawa       | 3:58     |  |
| 8.      | «terminal terminal»                    | Emiri Katō           | 4:29     |  |
| 9.      | «dreamy date drive»                    | Chiwa Saitō          | 4:42     |  |
| 10.     | «dark cherry mystery»                  | Kaori Mizuhashi      | 3:51     |  |
| 11.     | «SHIORI»                               | ClariS               | 4:11     |  |
| 12.     | «07734»                                | Hiroshi Kamiya       | 3:46     |  |
| 13.     | «azure»                                | TrySail              | 4:27     |  |
| 14.     | «whiz»                                 | TrySail              | 4:27     |  |
| 15.     | «étoile et toi [édition le bleu]»      | Clémentine           | 5:53     |  |
| 16.     | «étoile et toi [édition le blanc]»     | Clémentine ＆ Ainhoa | 5:58     |  |
| 17.     | «wicked prince»                        | princess à la mode   | 3:57     |  |

### Manga
Una adaptación al manga de la serie, ilustrada por Oh! great, comenzó en la revista Weekly Shōnen Magazine de Kōdansha el 14 de marzo de 2018. Vertical comenzó a lanzar el manga en América del Norte en octubre de 2019. El manga concluyó el 15 de marzo de 2023 y lanzó su vigesimosegundo y último volumen tankōbon en Japón el 17 de mayo.

### Otros medios
Un CD drama titulado Original Drama CD Hyakumonogatari (オリジナルドラマCD　佰物語 Orijinaru Dorama Shīdi Hyakumonogatari?), una referencia al juego de salón Hyakumonogatari Kaidankai, fue lanzado el 3 de agosto de 2009. El guion fue escrito por Nishio Ishin y se incluye con el CD. Una novela visual de PlayStation Portable titulada Bakemonogatari Portable (化物語 ポータブル?) desarrollada por Bandai Namco Games fue lanzada el 23 de agosto de 2012.
Good Smile Company ha creado varias figuras pequeñas de nendoroid para la serie y las ha lanzado como sets separados. El primer set contiene los personajes Koyomi Araragi, Hitagi Senjōgahara y Tsubasa Hanekawa. El segundo set contiene a Suruga Kanbaru, Mayoi Hachikuji y Nadeko Sengoku, y el tercer set contiene a las hermanas Araragi Karen y Tsukihi, así como a Shinobu Oshino. La compañía también fabricó una línea de figuras separadas, a escala 1/8, de Hitagi Senjōgahara, Suruga Kanbaru, Nadeko Sengoku, Tsubasa Hanekawa, Mayoi Hachikuji, Karen Araragi, Tsukihi Araragi, Shinobu Oshino, Kiss-Shot Acerola-Orion Heart-Under-Blade (de Kizumonogatari), Nadeko Sengoku en su forma de medusa, y Yotsugi Ononoki. También han realizado figuras figma de varios de los personajes: Koyomi Araragi, Hitagi Senjōgahara, Mayoi Hachikuji, Suruga Kanbaru, Nadeko Sengoku, y Tsubasa Hanekawa.

## Recepción
La serie de novelas ligeras ocupó el sexto lugar en la edición de 2009 de la guía de novelas ligeras Kono Light Novel ga Sugoi! publicada por Takarajimasha. posteriormente alcanzó el segundo lugar en 2010, y la edición de 2017, esta última en la categoría tankōbon. En la edición de 2019, en la categoría tankōbon, la serie ocupó el tercer lugar. En la edición de 2020 se revelaron las 10 mejores novelas ligeras de la última década, y la serie se ubicó en el décimo lugar. Koyomi Araragi ocupó el sexto lugar en la categoría de Mejor Personaje Masculino en 2009, segundo en 2010, séptimo en 2011, tercero en 2012, y sexto en 2013. Mientras tanto, Hitagi Senjōgahara ocupó el séptimo lugar en la categoría Mejor Personaje Femenino en 2009, cuarta en 2010, octava en 2011, y séptima en 2012.
La adaptación al anime ganó el Premio Especial de los Usuarios en la 2.ª edición anual de los premios DEG Japan Awards/Blu-ray Prizes. Hasta septiembre de 2012 se han vendido más de un millón de DVD y BD de Bakemonogatari y Nisemonogatari en conjunto. En sus 27 volúmenes, la serie ha vendido más de dos millones de DVD y BD hasta octubre de 2015. El premio Tokyo Anime Award celebrado en 2017 seleccionó a Bakemonogatari como el mejor anime lanzado en 2009.